# Millplophrys pallida
Millplophrys pallida är en spindelart som först beskrevs av Alfred Frank Millidge 1995.  Millplophrys pallida ingår i släktet Millplophrys och familjen täckvävarspindlar.
Artens utbredningsområde är Thailand. Inga underarter finns listade i Catalogue of Life.